# Cherney János
Cherney János (Csernyei János) (Trencsén, 1748 – Szilács, 1829) orvos.

## Élete
Középiskoláinak végeztével Bécsben és Nagyszombatban hallgatta a felsőbb tanulmányokat; az utóbbi helyen orvostudor lett és Besztercebányán telepedett le; később Zólyom megye főorvosa lett.

## Munkái
- Dissertatio inaug. medica de simulatione morborum. Tyrnaviae, 1776.
- Sprava kunsstu babskem. Pozsony. 1778. (Steidele János Rafaelnek bábamesterségéről irt könyve tót nyelven.)
- Poučenj gakž se poznati muže, když se pes zbešnetima, a gakové prostředky hned podředky hned podřebowati se magj. kayby nekoho bešny peskokusal, abí do besnosti… neupadol. Beszterczebánya. 1813. (Tanítás, hogyan kell a veszett ebet felismerni és a veszettséget megakadályozni.)
- Trogj lékářske povčenj, gako se muže I. strassliva nemoc besnosti II. nakažanj rožného dobytka w duli III. swinska nemoc trosky řečená poznati a zhogiti. Uo. 1813. (Három orvosi tanács: A veszett eb, a marha- és sertésvész fölismerése s gyógyítása.)